# Трес лечес
Трес лечес (шп.  — „три млека”) или трилеће је бисквит - у неким рецептима, или путер колач - намочен у три врсте млека: испарено млеко, кондензовано млеко и милерам. Када се маслац не користи, Трес лечес је врло лагани колач са много ваздушних мехурића. Ова посебна текстура зато нема влажну конзистенцију, упркос томе што је натопљена мешавином три врсте млека.

## Популарност и порекло
Идеја за стварање колача натопљеног течношћу вероватно је средњовековног европског порекла, јер се за сличне колаче, попут британског trifle и колача од рума и тирамисуа из Италије, користи ова метода.  Рецепти за овакве посластице виђени су у Мексику већ у 19. веку, вероватно као резултат великог међукултурног преноса који се догодио између Европе и Америке.  Никарагва је једна од земаља у којој је Трес лечес колач постао популаран.  Рецепти су се појавили на етикетама кондензованог млека компаније Нестле током 1940-их, што може објаснити широко распрострањену популарност колача широм Латинске Америке, јер је компанија 1930-их створила ћерке компаније у Аргентини, Чилеу, Куби, Колумбији, Мексику и Венецуели.  Торта је популарна у Централној и Јужној Америци, Северној Америци и многим деловима Кариба, Канарским острвима, као и у Албанији, Републици Македонији и неким другим деловима Европе.

## Разне верзије колача
Разноврсни колач познатији као Трес лечес однедавно је постао популаран на Балкану и у Турској. Једна од теорија је да је популарност латиноамеричких сапуница у Албанији довела до тога да су локални кувари преобликовали десерт, који се потом проширио на Турску, али и на остатак Балканског полуострва, укључујући и Србију. Балканска верзија се понекад прави дословно са три млека: крављег, козјег и воденог бивола, мада се чешће користи мешавина крављег млека и кајмака. 